# IV symfonia Schuberta
IV symfonia c-moll (D 417), znana też jako Tragiczna – symfonia skomponowana przez Franza Schuberta w kwietniu 1816. Kompozytor ukończył ją rok po III symfonii, w wieku 19 lat. Utwór wykonano po raz pierwszy 19 listopada 1849 w Lipsku, ponad dwadzieścia lat po śmierci autora.
Określenie „tragiczna” zostało dopisane do partytury przez samego kompozytora, już po ukończeniu kompozycji. Nie ma zgodności, co było tego powodem, niemniej symfonia jest jedną z dwóch jego symfonii w tonacji minorowej (druga to VIII symfonia h-moll Niedokończona).
Instrumentarium obejmuje 2 flety, 2 oboje, 2 klarnety in B, 2 fagoty, 4 waltornie (in A, C i Es), 2 trąbki (in C i Es), kocioł i smyczki.
Symfonia składa się z czterech części i trwa około 30 minut.
1. Adagio molto – Allegro vivace
2. Andante w As-dur
3. Menuetto. Allegro vivace - Trio w Es-dur
4. Allegro w C-dur

Poza triem w trzeciej części, tonacje poszczególnych części odpowiadają częściom V symfonii Beethovena – c-moll, As-dur, c-moll i C-dur.
Wstęp czerpie z uwertury do oratorium Stworzenie świata Josepha Haydna. Temat otwierający allegro w pierwszej części bazuje na temacie kwartetu smyczkowego c-moll op. 18 nr 4 Beethovena.